# (100693) 1997 YP9
(100693) 1997 YP9 es un asteroide perteneciente al cinturón de asteroides descubierto el 26 de diciembre de 1997 por el equipo del Near Earth Asteroid Tracking desde el Observatorio de Haleakala, Hawái, Estados Unidos.

## Designación y nombre
Designado provisionalmente como 1997 YP9.

## Características orbitales
1997 YP9 está situado a una distancia media del Sol de 2,634 ua, pudiendo alejarse hasta 3,098 ua y acercarse hasta 2,169 ua. Su excentricidad es 0,176 y la inclinación orbital 11,77 grados. Emplea 1561,53 días en completar una órbita alrededor del Sol.

## Características físicas
La magnitud absoluta de 1997 YP9 es 14,8. 